# Jewgenija Wladimirowna Malinnikowa

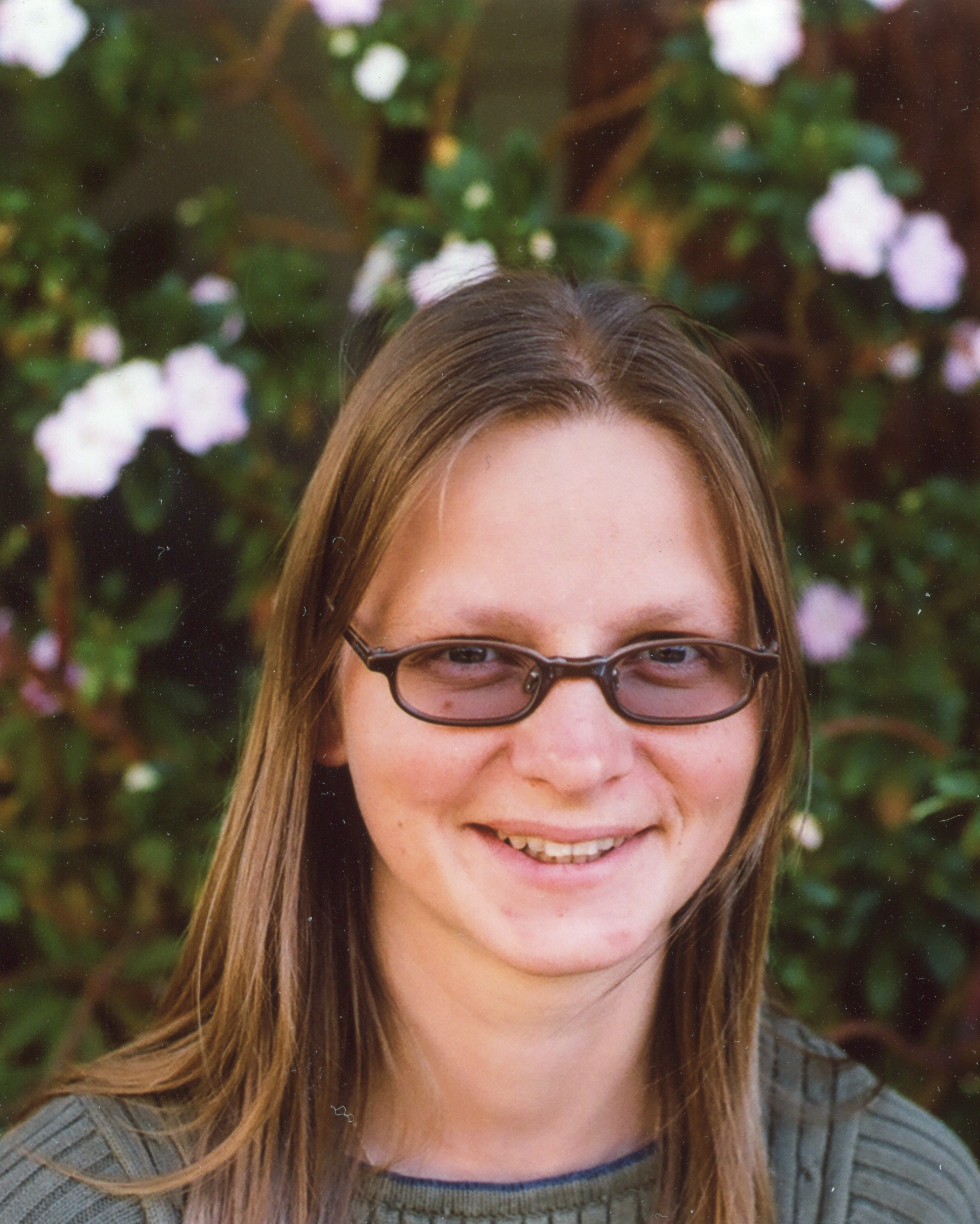
Jewgenija Wladimirowna Malinnikowa (2008)

Jewgenija Wladimirowna Malinnikowa (russisch Евгения Владимировна Малинникова; Eugenia Malinnikova, * 23. April 1974 in Leningrad) ist eine russische Mathematikerin, die sich mit Analysis befasst.
Malinnikowa wurde 1999 an der Universität St. Petersburg bei Wiktor Chawin promoviert (Аппроксимационные свойства гармонических дифференциальных форм в Евклидовом пространстве и на римановых многообразиях, engl. Approximation Properties of Harmonic Differential Forms in the Euclidean Space and on Riemann Manifolds). Als Post-Doktorandin war sie an der University of Missouri-Columbia und an der Technisch-Naturwissenschaftlichen Universität Norwegens (NTNU), an der sie seit 2004 Professorin ist.
Sie war unter anderem Gastwissenschaftlerin in Berkeley und Marseille.
Malinnikowa befasst sich mit komplexer und harmonischer Analysis, Potentialtheorie, elliptischen partiellen Differentialgleichungen und deren Diskretisierung. Sie erhielt 2017 den Clay Research Award  mit Alexander Logunow für die Einführung neuartiger geometrisch-kombinatorischer Methoden zum Studium der Eigenschaften von Lösungen elliptischer Eigenwertprobleme. Das führte zu Lösungen lange offener Probleme in der geometrischen Analysis (Spektralgeometrie).
Sie ist verheiratet und hat zwei Kinder.

## Schriften
- Uniform Approximation by Harmonic Differential Forms. A Constructive Approach, St. Petersburg Math. J., Band 9, 1998, S. 1149–1180.
- mit Alexander Logunov: On ratios of harmonic functions, Adv. Math. 274 (2015), 241- 262, Arxiv
- mit Alexander Logunov: Ratios of harmonic functions with the same zero set, Geom. Funct. Analysis, Band 26, 2016, S. 909–925, Arxiv